# Elaphoglossum juruense
Elaphoglossum juruense är en träjonväxtart som beskrevs av Gonçalo António da Silva Ferreira Sampaio. Elaphoglossum juruense ingår i släktet Elaphoglossum och familjen Dryopteridaceae. Inga underarter finns listade.